# Храмов переулок
Хра́мов переу́лок — переулок в Петроградском районе Санкт-Петербурга. Проходит от проспекта Добролюбова до улицы Блохина.

## История
В 1828—1849 годы носил название Никольский переулок, которое было дано по приделу Николая Чудотворца в находившейся вблизи проезда церкви Успения Богородицы (ныне Князь-Владимирский собор). Затем некоторое время переулок не имел названия.
16 апреля 1887 года присвоено название Храмовая улица. С 1930-х годов — Храмов переулок.

## Достопримечательности
- По обеим сторонам переулка расположены скверы: Успенский сквер с Князь-Владимирским собором и Князь-Владимирский сквер.
- На проспекте Добролюбова напротив переулка расположен спортивный комплекс «Юбилейный».